# Шара (Сицилия)
Ша́ра (итал. Sciara) — коммуна в Италии, располагается в регионе Сицилия, подчиняется административному центру Палермо.
Население составляет 2712 человек, плотность населения составляет 87 чел./км². Занимает площадь 31 км². Почтовый индекс — 90020. Телефонный код — 091.
Покровителем коммуны почитается Крест Господень, празднование  в первое воскресение августа и 14 сентября.